# Anomalopus pluto
Espèce
Anomalopus pluto est une espèce de sauriens de la famille des Scincidae.

## Répartition
Cette espèce est endémique du Queensland en Australie.

## Publication originale
- Ingram, 1977 : A new species of legless skink Anomalopus pluto from Cape York Peninsula, Queensland. Victorian Naturalist (Melbourne), vol. 94, no 2, p. 52-53.